# Mohamed El-Erian
Mohamed Aly El-Erian, (in arabo محمد العريان‎?, Muḥammad al-ʿAryān (New York City, 19 agosto 1958), è un economista e imprenditore egiziano-statunitense,  presidente del Queens' College di Cambridge e capo consigliere economico di Allianz, la società madre di PIMCO, il fondo di investimento di cui è stato amministratore delegato (2007-2014). È stato presidente del Global Development Council del presidente Obama (2012-2017), è editorialista per Bloomberg View e collaboratore del Financial Times.
Collabora anche regolarmente con Project Syndicate, Yahoo! Finanza, Business Insider, Fortune/CNN e Foreign Policy.  Nominato per quattro anni consecutivi come uno dei "100 migliori pensatori globali" di Foreign Policy, ha scritto due best seller del New York Times, tra cui The Only Game in Town: Central Banks, Instability,  and Avoiding Next Collapse pubblicato nel gennaio 2016 da Random House. Insieme a Sir Harvey McGrath, co-presiede la campagna di capitale per l'Università di Cambridge. Il 1º luglio 2019, El-Erian è stato nominato Senior Global Fellow presso il Lauder Institute e Professore part-time presso la Wharton School.

## Biografia
El-Erian è nato a New York City il 19 agosto 1958,  da genitori egiziani, Abdullah El-Erian, e Nadia Shoukry, cugina del politico egiziano Ibrahim Shoukry. Poco dopo la sua nascita, la famiglia tornò in Egitto, dove El-Erian trascorse parte della sua prima infanzia insieme a brevi periodi in Europa dove suo padre partecipò alle riunioni della Commissione di diritto internazionale. Nel 1968, la famiglia tornò a New York quando suo padre ebbe un incarico presso le Nazioni Unite. Dal 1971 al 1973 vissero in Francia, dove il padre di El-Erian era l'ambasciatore egiziano a Parigi.
Dopo aver frequentato la St John's School, Leatherhead, un collegio in Inghilterra, ha ottenuto una borsa di studio al Queens' College, Cambridge laureandosi in economia nel 1980. Successivamente ha conseguito un master (1983) e un dottorato (1985) in economia al St Antony's College di Oxford. Nel giugno 2011, El-Erian ha ricevuto un dottorato onorario dall'Università americana del Cairo.  Nel dicembre 2013 è diventato membro onorario del Queens' College di Cambridge.
El-Erian ha fatto parte dei consigli di amministrazione di diverse istituzioni educative, tra cui Pegasus, St. Margaret School, Cambridge in America e KAUST.

## Vita privata
Si è sposato una prima volta con Jamie Walters, quindi una seconda volta con Minouche Shafik. Si è sposato una terza volta con Anna Stylianides, originaria del Sudafrica e direttrice esecutiva di Eco Oro Minerals Corp.
El-Erian è un fan dei New York Jets ed è noto per apparire in TV con la maglia dei Jets

## Opere
- 2016 - The Only Game in Town: Central Banks, Instability, and Avoiding the Next Collapse, Penguin Random House ISBN 9780812997620
- 2008 - When Markets Collide: Investment Strategies for the Age of Global Economic Change, McGraw-Hill Professional ISBN 978-0-07-159281-9